# Željko Jovanović
Željko Jovanović (Rijeka, 26. studenoga 1965.), hrvatski političar, liječnik, magistar ekonomije i sveučilišni profesor. Trenutno je zastupnik u jedanaestom sazivu Hrvatskog sabora. Bivši je ministar znanosti, obrazovanja i sporta u dvanaestoj Vladi Republike Hrvatske, od 23. prosinca 2011. do 18. lipnja 2014. godine.
Hrvatski je branitelj. Zastupnik je bio i u prvom sazivu Hrvatskoga sabora od 30. svibnja 1990. do isteka mandata 1992. godine, nakon čega se nije bavio profesionalno politikom do izbora u šesti saziv Hrvatskog sabora. Biran je ponovo u sedmi saziv Hrvatskog sabora, osmi saziv Hrvatskog sabora i deveti saziv Hrvatskog sabora u kojem je obnašao, između ostalog, dužnost predsjednika Nacionalnog vijeća za praćenje provedbe strategije suzbijanja korupcije Hrvatskog sabora. Povjerenik za sport Predsjednika Republike Hrvatske Zorana Milanovića od travnja 2021.

## Životopis
Rođen je 26. studenoga 1965. u Rijeci, gdje je diplomirao 1990. na Medicinskom fakultetu. Završio je i postdiplomski specijalistički studij Ekonomskog fakulteta u Rijeci, stekavši specijalistički magisterij iz područja marketinškoga upravljanja (marketing-menadžmenta) 2006. Na Medicinskom fakultetu u Rijeci stekao je magisterij 1995.i doktorat iz biomedicine 2006. godine. Još tijekom studija na Medicinskom fakultetu u Rijeci bio je aktivan u studentskim organizacijama, a 1989. postao je sveučilišni prorektor-student.

## Politička i radna karijera
Bio je sudionik u radu Komisije XI. kongresa Saveza socijalističke omladine Hrvatske za djelovanje SSO na daljnjem razvoju socijalističkih samoupravnih društveno-ekonomskih odnosa, znanosti, tehnologije, odgoja i obrazovanja (31. svibnja i 1. lipnja 1986.). Kao kandidat Saveza socijalističke omladine Hrvatske izabran je 1990. u Vijeće udruženog rada Sabora Socijalističke Republike Hrvatske u izbornoj jedinici Rijeka IX. U prvom je krugu dobio 774 glasova od 2806 birača (ukupno upisanih birača 6137), a u drugom je krugu dobio 1056 glasova od 2569 birača (ukupno upisanih birača 7039). Član je Socijaldemokratske partije Hrvatske. Zastupnik je u prvom sazivu Hrvatskoga sabora od 30. svibnja 1990. do isteka mandata 1992. godine. U Domovinskom ratu je sudjelovao kao liječnik od lipnja 1993. do ožujka 1994., te od studenoga 1994. do ožujka 1995. godine. Na ličkom je ratištu bio aktivan na potezu Drenov Klanac – Otočac. Bio je u 133. brigadi Hrvatske vojske kao liječnik i voditelj saniteta bojne. Nakon ratišta Od 1994. do 1997. zaposlen je kao liječnik u timu hitnoće u Ustanovi za hitnu medicinsku pomoć u Rijeci. Od 1997. godine radio je u različitim farmaceutskim tvrtkama: Hoffmann La Roche, General Electric Healthcare i Schering-Plough. Od 1993. član je riječkoga Gradskoga vijeća, a od 2009. do 2011. bio je zamjenik riječkoga gradonačelnika.
U šestome saborskom sazivu bio je SDP-ov zastupnik, predsjednik Nacionalnoga vijeća za praćenje provedbe Nacionalnoga programa suzbijanja korupcije, član Odbora za zdravstvo i socijalnu skrb, Odbora za predstavke i pritužbe i Odbora za međuparlamentarnu suradnju, a bio je i zamjenik člana saborskoga izaslanstva u zajedničkom parlamentarnom odboru Republika Hrvatska – Europska unija. U sedmome saborskom sazivu kao SDP-ov zastupnik, predsjednik je Odbora za zdravstvo i socijalnu skrb, te član Odbora za pravosuđe, Odbora za obrazovanje, Odbora za ratne veterane i Odbora za međuparlamentarnu suradnju. Ponovo je izabran u osmome saborskom sazivu i devetome saborskom sazivu s najvećim brojem preferencijalnih glasova od svih kandidata u 8. izbornoj jedinici (12 973). U tom devetom sazivu bio je Predsjednik je Nacionalnog vijeća za praćenje provedbe strategije suzbijanja korupcije Hrvatskog sabora, te član Odbora za zdravstvo i socijalnu skrb, Odbora za obrazovanje, znanost i kulturu, Odbora za ratne veterane i Odbora za međuparlamentarnu suradnju.
Od godine 2005. volonterski radi na Katedri za farmakologiju Medicinskoga fakulteta u Osijeku, gdje ima status naslovnog docenta kao vanjski suradnik fakulteta, a 2019. izabran je i za naslovnog izvanrednog profesora na Katedri za temeljne i medicinske znanosti Fakulteta zdravstvenih studija Sveučilišta u Rijeci, te na Studiju sestrinstva Sveučilišta Jurja Dobrile u Puli. Pod njegovim mentorstvom izrađeno je 11 završnih i diplomskih radova, a autor je 70-ak znanstvenih, stručnih radova i kongresnih priopćenja.
U SDP Hrvatske član je predsjedništva GO SDP Rijeka, potpredsjednik ŽO SDP PGŽ i član predsjedništva SDP Hrvatske.
U travnju 2021. Zoran Milanović, Predsjednik Republike Hrvatske imenuju ga svojim Povjerenikom za sport. 

### Rad kao ministar[8]

#### Hrvatski jezik
Kao ministar znanosti ukinuo je 8. svibnja 2012. godine Vijeće za normu hrvatskoga standardnog jezika. Odluka o ukidanju obrazložena je time što je smatrano da se jezikom na stručnoj i znanstvenoj razini trebaju baviti za to osnovani, i od države financirani, znanstveni instituti i visokoškolske ustanove, primjerice Institut za hrvatski jezik i jezikoslovlje. Navedeno je i kako je Vijeće za normu bilo od strane politike imenovano tijelo, a da politika ne smije arbitrirati ni u jednom stručnom pitanju, pa ni u jeziku. Ukidanje odluke izazvalo je negodovanje postojećih članova Vijeća, akademika Radoslava Katičića, predsjednika Vijeća, te Razreda za filološke znanosti Hrvatske akademije znanosti i umjetnosti (HAZU), koji je odluku i način njezina donošenja osudio i negodovanje dijela znanstvene javnosti. Razred je bez uspjeha predložio opoziv odluke ministra Jovanovića i popravljanje "nastale štete". Ministar Jovanović odluku nije povukao, a rad na uspostavi jezičnoga standarda i hrvatskoga pravopisa nastavio je Institut za hrvatski jezik i jezikoslovlje. Institut je za svoj rad na pravopisu dobio brojne nagrade, čime se odluka ministra Jovanovića u praksi potvrdila ispravnom.

#### Zdravstveni odgoj i odluke Ustavnoga suda
Tijekom školske godine 2012./2013. uveden je "Kurikulum zdravstvenog odgoja", čiju provedbu je Ustavni sud Republike Hrvatske ukinuo 22. svibnja 2013. To ukidanje "Kurikuluma" podržala je i udruga hrvatskih nastavnika. Sukladno odluci Ustavnog suda, 1. lipnja otvara se javna rasprava o Zdravstvenog odgoju koja je trajala do 12. srpnja 2013., čime su ispunjeni uvjeti Ustavnog suda  i zdravstveni odgoj uveden je u sve osnovne i srednje škole u školskoj godini 2013./2014.

#### Strategija obrazovanja znanosti i tehnologije
Hrvatski sabor 2014. godine donio je Strategiju obrazovanja, znanosti i tehnologije kao jedan od najvažnijih dokumenata Vlade RH u mandatu Zorana Milanovića kojom je naglašeno da Hrvatska prepoznaje obrazovanje i znanost kao svoje razvojne prioritete koji joj jedini mogu donijeti dugoročnu stabilnost, ekonomski napredak i osiguranje kulturnog identiteta.

## Privatni život
Govori engleski, a hobiji su mu sport, glazba i film. Željko Jovanović je po narodnosti Srbin.

## Vanjske poveznice
- Službene stranice Vlade RH  Arhivirana inačica izvorne stranice od 10. siječnja 2012. (Wayback Machine)

|  | Zajednički poslužitelj ima još gradiva o temi Željko Jovanović |
|  | Wikizvor ima izvorna djela autora: Željko Jovanović            |
|  | Wikicitati imaju zbirke citata o temi Željko Jovanović         |